# Quadriplano

Vista frontale

Un quadriplano è un aereo dotato di quattro ali fisse.

## Caratteristiche
La configurazione di un aereo quadriplano adotta l'approccio del triplano con un ulteriore passo avanti (l'aggiunta di un'ala), usando ali efficienti per consentire un design compatto e leggero. Durante gli anni pionieristici dell'aviazione e in particolare nel mentre della prima guerra mondiale, alcuni ingegneri ricercarono i potenziali benefici del quadriplano per una serie di motivi, ma per lo più con scarso successo.

## Storia
Dal 1909 circa, l'inventore statunitense Matthew Sellers fece una serie di voli con il Sellers 1909 Quadruplane, a cui progressivamente cambiò propulsori, con potenze decrescenti, al fine di studiare il volo a bassa potenza, riuscendo a volare con solo 5-6 CV a una velocità di circa 32 km/h (20 mph).
La Pemberton-Billing Ltd. realizzò due prototipi di quadriplani anti-Zeppelin, il Pemberton-Billing PB29E e il Pemberton-Billing PB31E, rispettivamente nel 1915 e 1917. Essi avevano ali relativamente ampie, e dotati di bimotore. Dopo che la società cambiò nome in "Supermarine", il PB31E divenne noto come il nome di Supermarine Nighthawk.

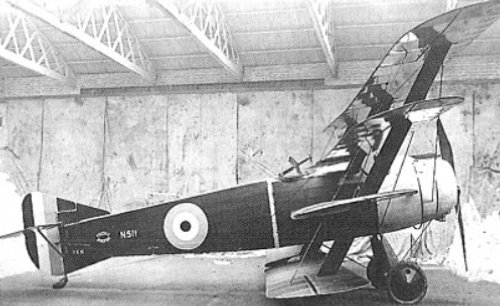
Armstrong Whitworth F.K.10

A seguito di test di volo con il prototipo Armstrong Whitworth FK9 nel 1916, fu prodotto un piccolo numero di Armstrong Whitworth FK10, di cui non ci sono testimonianze dell'uso in battaglia.
L'Euler Vierdecker del 1917 era invece caratterizzato da un'inusuale disposizione standard del triplano con una quarta ala superiore. Ne vennero costruiti, con motori diversi, due esemplari.
Sempre nel 1917, Friedrichshafen creò il Friedrichshafen FF54, un esploratore da combattimento ancora più insolito,  caratterizzato da le tre ali basse con un'ampiezza ridotte rispetto a quella superiore, che oltretutto era posizionata più anteriormente. Il prototipo si dimostrò inaccettabile in aria e fu successivamente modificato in un triplano altrettanto di insuccesso.
Il Naglo D.II combattente nel 1918, fu invece caratterizzato da una disposizione standard dell'impianto del triplano con in più una piccola quarta ala attaccata sotto la fusoliera, in modo analogo a un sesquiplano. L'aereo partecipò al secondo concorso D-type della Germania nel 1918 e fu elogiato per la sua costruzione e lavorazione.